# Can Maioles
Can Maioles és una obra de Vilassar de Dalt (Maresme) protegida com a Bé Cultural d'Interès Local.

## Descripció
Casa senyorial de finals del segle xix emplaçada en el mateix indret de l'antic mas Domènech del segle xv que fou enderrocat.
Es tracta d'un edifici rectangular de planta baixa, dues plantes pis i golfes amb coberta a dos vessants i carener paral·lel a la façana principal. Disposa d'un annex de planta baixa, pis i terrassa coronada per balustres.
El cos de l'escala surt del carener formant una torre amb terrat rematat amb una balustrada. La part central de la primera planta presenta un balcó. L'edifici és de formes molt simples amb elements de tipus neoclàssic.
Dins del recinte de la finca s'hi ha construït una capella i una nova masoveria.